# Јерапетра
Јерапетра (грч. Ιεράπετρα) град је у округу Ласити, периферије Крит. То је и један од важних градова на острву Крит и највећи без статуса седишта округа, мада је већи од Ајос Николаоса, седишта матичног округа.

## Положај
Јерапетра је најјужније веће насеље у Европи. Овај град је и једино значајније насеље на јужној, тешко приступачној обали Крита, на Средоземном мору. Град се назива и „невестом Либијског мора“, како се често назива овај део Средоземног мора. Налази се у источном делу острва и излази на истоимени залив, а са других страна је окружен брдима. Такође, налази се јужно од средишта префектуре Ајос Николаоса.

## Историја
Јерапетра је град дуге историје. Подручје града било је део Минојске цивилизације, а у време старе Грчке град је добио назив из кога је потекао данашњи — Хијерапитна. Град је у ово време био дорски град, познат по гусарењу. Град су 67. п. н. е. град освојили Римљани, задржавши постојеће име.
Прво раздобље развоја града завршава се 824. године када град руше Арапи-Сарацени. Насеље копти неколико векова, да би се поново уздигло у град током млетачке власти Критом (13—17. век). Град се утврђује 1626. године, али то није сачувало град и острво османских освајања током Кандијског рата. Упркос томе, у граду је до данас сачувано много вишевековних споменика.

## Данашњи град
Данашња Јерапетра се дели на стари и нови део. Стари део је типичан медитерански (узане и кривудаве улице, камене куће, мали тргови и пјацете), па стога много занимљивији од новог дела и туристички веома привлачан. Ту се налазе и важне градске цркве, остаци џамије, градски музеј, „кућа Наполеона“.

## Месна привреда
Главне привредне гране су традиционална пољопривреда и туризам новијег датума. У пољопривреди значајно место заузима традиционално узгајање маслина и новијег датума узгајање воћа и поврћа под пластеницима.
Подела по привредним секторима:
- примарни сектор 49%
- секундарни сектор 14%
- терцијарни сектор 37%

## Становништво
| 2011.  |
| ------ |
| 26.200 |